# سیارک ۴۵۰۲۷
سیارک ۴۵۰۲۷ (به انگلیسی: 45027 Cosquer، نامگذاری:1999WA9)۴۵۰۲۷مین سیارک کشف شده‌است که در ۲۸ نوامبر ۱۹۹۹ کشف شد.